# ستيوارت روبرتسون (لاعب كرة قدم)
ستيوارت روبرتسون (بالإنجليزية: Stuart Robertson)‏ هو لاعب كرة قدم بريطاني في مركز قلب الدفاع، ولد في 16 ديسمبر 1946 في نوتنغهام في المملكة المتحدة. لعب مع نادي دونكاستر روفرز.